# فريزاك
فريزاك (بالألمانية: Friesack) هي مدينة و بلدة ألمانية تقع في ألمانيا في براندنبورغ. يقدر عدد سكانها بـ 2,781 نسمة .